# Poecilus
Genre
Poecilus est un genre d'insectes de l'ordre des coléoptères, de la famille des carabidés.

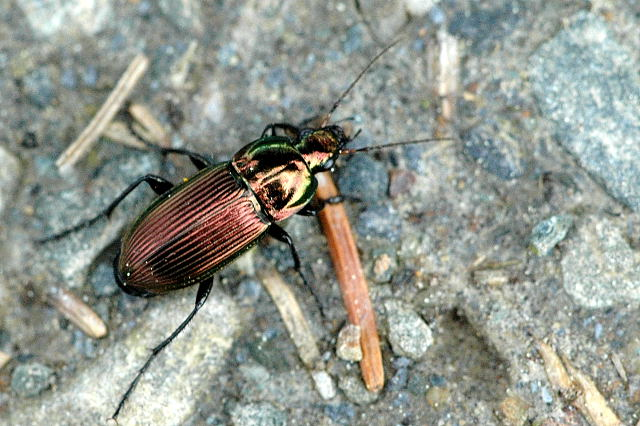
Poecilus cupreus, Ardennes belges

## Liste des sous-genres
Selon BioLib (17 mai 2021) :
- Poecilus (Ancholeus) Dejean, 1828
- Poecilus (Carenostylus) Chaudoir, 1838
- Poecilus (Derus) Motschulsky, 1844
- Poecilus (Metapedius) A. Fiori, 1903
- Poecilus (Parapedius) Seidlitz, 1887
- Poecilus (Poecilus) Bonelli, 1810
- Poecilus (Pseudoderus) Seidlitz, 1887

## Liste d'espèces
Selon Catalogue of Life (28 août 2014) :
- Poecilus abditus
- Poecilus advena
- Poecilus aegyptius
- Poecilus aeneolus
- Poecilus aerarius
- Poecilus affinissimus
- Poecilus akinini
- Poecilus alexandrae
- Poecilus alutaceus
- Poecilus anatolicus
- Poecilus anodon
- Poecilus aralensis
- Poecilus aztecus
- Poecilus baeticus
- Poecilus balassogloi
- Poecilus batesianus
- Poecilus beesoni
- Poecilus bogatshevi
- Poecilus bokori
- Poecilus bonvoisini
- Poecilus carbonicolor
- Poecilus chalcites
- Poecilus chinensis
- Poecilus coarctatus
- Poecilus coloradensis
- Poecilus corvus
- Poecilus crenulatus
- Poecilus crenuliger
- Poecilus crimeanus
- Poecilus cupreus
- Poecilus cursitor
- Poecilus cursorius
- Poecilus curtonotoides
- Poecilus cyanicolor
- Poecilus decipiens
- Poecilus diplophryus
- Poecilus dissors
- Poecilus effrenus
- Poecilus encopoleus
- Poecilus excellens
- Poecilus exilicaudis
- Poecilus festivus
- Poecilus fortipes
- Poecilus gaturs
- Poecilus gebleri
- Poecilus gisellae
- Poecilus gobiensis
- Poecilus gonioderus
- Poecilus gotschii
- Poecilus grombczewskyi
- Poecilus grumi
- Poecilus gurjevae
- Poecilus hafezi
- Poecilus hanhaicus
- Poecilus houskai
- Poecilus ilgazdensis
- Poecilus innatus
- Poecilus iranicus
- Poecilus isfanensis
- Poecilus ispulensis
- Poecilus jakutorum
- Poecilus janthinipennis
- Poecilus kabulensis
- Poecilus kekesiensis
- Poecilus kizbaiensis
- Poecilus korbi
- Poecilus koslovi
- Poecilus koyi
- Poecilus kraatzii
- Poecilus kugelanni
- Poecilus laetulus
- Poecilus laevicollis
- Poecilus laevigatus
- Poecilus lamproderus
- Poecilus lepidus
- Poecilus leptoderus
- Poecilus liosomus
- Poecilus longiventris
- Poecilus lucasii
- Poecilus lucublandus
- Poecilus lyroderus
- Poecilus major
- Poecilus melanochrous
- Poecilus mesembrinus
- Poecilus mexicanus
- Poecilus mongoliensis
- Poecilus muchei
- Poecilus nearcticus
- Poecilus nemotoi
- Poecilus nigripalpis
- Poecilus nitens
- Poecilus nitidicollis
- Poecilus nitidus
- Poecilus occidentalis
- Poecilus oirat
- Poecilus ovtshinnikovi
- Poecilus pantanellii
- Poecilus peregrinus
- Poecilus pertusus
- Poecilus pharao
- Poecilus polychromus
- Poecilus prasinotinctus
- Poecilus pseudopurpurascens
- Poecilus pucholti
- Poecilus puer
- Poecilus punctibasis
- Poecilus puncticollis
- Poecilus punctulatus
- Poecilus purpurascens
- Poecilus quadricollis
- Poecilus ravus
- Poecilus rebeli
- Poecilus reflexicollis
- Poecilus reicheanus
- Poecilus rostowtzowi
- Poecilus samojedorum
- Poecilus samurai
- Poecilus schamsiensis
- Poecilus scitulus
- Poecilus sericeus
- Poecilus slivkini
- Poecilus soederbomi
- Poecilus songinus
- Poecilus spectus
- Poecilus stenoderus
- Poecilus striatopunctatus
- Poecilus subcoeruleus
- Poecilus subsimilis
- Poecilus syriensis
- Poecilus szepligetii
- Poecilus tarimensis
- Poecilus tengrensis
- Poecilus texanus
- Poecilus timuri
- Poecilus toxanbaicus
- Poecilus tschitscherini
- Poecilus turkestanicus
- Poecilus urgens
- Poecilus uygur
- Poecilus versicolor
- Poecilus vicinus
- Poecilus wollastoni
- Poecilus zaballosi
- Poecilus zhicharevi